# Levacusok
Levacusok, alig ismert ókori nép, mindössze annyit tudunk róluk, hogy Gallia Belgicában, a nerviusok törzsétől délre éltek. Julius Caesar a „De bello gallico” című művében tesz említést róluk.